# Amstel Gold Race 2016
La 51e édition de l'Amstel Gold Race a eu lieu le 17 avril 2016. C'est la onzième épreuve de l'UCI World Tour 2016.
L'épreuve a été remportée lors d'un sprint à deux coureurs par l'Italien Enrico Gasparotto (Wanty-Groupe Gobert) qui s'impose devant le Danois Michael Valgren (Tinkoff) tandis qu'un autre Italien Sonny Colbrelli (Bardiani CSF) règle au sprint un peloton de 28 coureurs pour la troisième place.

## Présentation

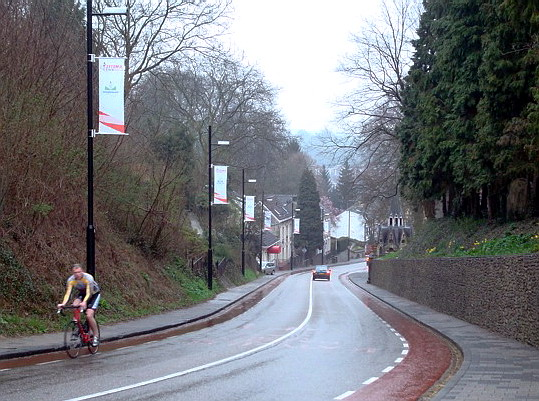
Franchi à quatre reprises, le Cauberg, est généralement le juge de paix de l'Amstel Gold Race.

Il s'agit de la première des classiques ardennaises, avant la Flèche wallonne et Liège-Bastogne-Liège et bien que la course ne soit techniquement pas située dans la région des Ardennes. Elle se déroule sur un parcours de 248,7 km qui commence à Maastricht et se termine à Berg en Terblijt à la périphérie de Fauquemont. La principale difficulté de la course provient des 34 ascensions courtes mais raides. La montée principale, le Cauberg, est traversée quatre fois, dont le dernier franchissement est situé à 1,8 km de la ligne d'arrivée.

### Parcours

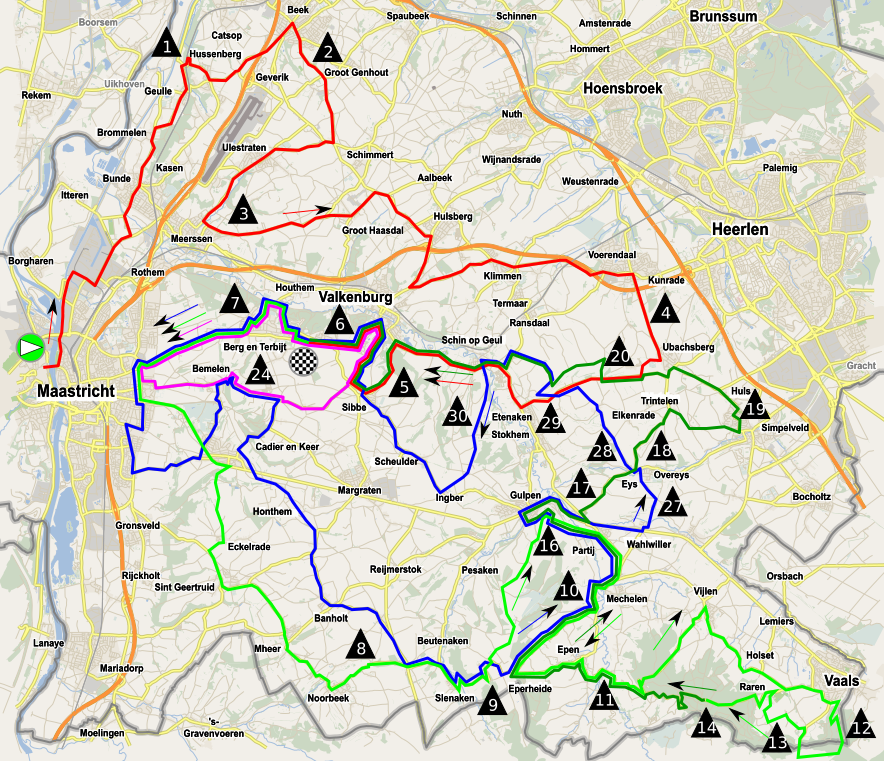
Note:Valkenburg est le nom Néerlandais de Fauquemont. Les ascensions réalisées à plusieurs reprises ne sont indiquées qu'une seule fois

Le parcours couvre 248,7 km et comprend 34 ascensions classées. Comme pour les autres classiques ardennaises, la Flèche wallonne et Liège-Bastogne-Liège, la principale difficulté provient des ascensions courtes mais raides. Les organisateurs ont voulu réduire le temps de récupération entre les difficultés, par conséquent la distance totale est la moins élevée depuis 1992. La course commence à Maastricht et se déplace au nord à la périphérie de Geleen pour les trois premières ascensions du jour. Le parcours tourne vers l'est à Voerendaal pour la quatrième montée, puis vers l'ouest pour la première ascension du Sibbergrubbe (nl). Cela emmène les coureurs dans Fauquemont et sur la première des quatre ascensions du Cauberg, où il y a trois circuits, chacun plus court que le précédent. Le premier circuit dirige les coureurs sur une longue boucle au sud de Fauquemont jusqu'à Vaals. Cela inclut la première ascension du Geulhemmerberg, puis quinze autres ascensions, dont le Loorberg (nl) et le Gulperberg (nl) pour la première fois et le Sibbergrubbe et Cauberg pour la deuxième fois. La deuxième ascension du Cauberg intervient après 165 km, alors qu'il reste 93 km à parcourir,.
Le deuxième circuit emmène les coureurs au sud, à travers la ville de Gulpen. Ce circuit comprend le Bemelerberg (nl) pour la première fois, le Geulhemmerberg, le Loorberg et le Gulperberg pour la deuxième fois, puis le Cauberg pour la troisième fois. Après cette ascension du Cauberg, il reste 21 km jusqu'à la ligne d'arrivée. Ils sont courus autour d'un petit circuit à proximité de Fauquemont. Il comprend la troisième ascension du Sibbergrubbe, puis la deuxième ascension du Bemelerberg et enfin la quatrième montée du Cauberg. Au sommet du Cauberg, il reste 1,8 km relativement plats, jusqu'à la ligne d'arrivée située à Berg en Terblijt,.
Le Cauberg est généralement la montée décisive de la course. En tant normal, les deux premières ascensions sont franchies à allure modérée, tandis que les deux dernières sont susceptibles d'être décisive pour l'issue de la course. Le Cauberg est une montée de 800 m, avec une pente moyenne de 6,5 % et une pente maximale de 12,8 %. Une difficulté supplémentaire est créée tout au long du parcours par la route, où il y a de nombreux changements de direction et par la forte densité de dispositifs d'apaisement de la circulation. Cyclingnews.com décrit la route comme « techniquement exigeante » et « un terrain fertile pour les accidents », ajoutant que la connaissance des routes locales est précieuse.
34 côtes sont répertoriées pour cette course :
| Num | Nom                 | Longueur (m) | Pente moyenne | km de l'arrivée |
| --- | ------------------- | ------------ | ------------- | --------------- |
| 1   | Slingerberg (nl)    | 1 200        | 5,4 %         | 241,9           |
| 2   | Adsteeg (nl)        | 620          | 4,7 %         | 237,2           |
| 3   | Lange Raarberg (nl) | 1 000        | 4,3 %         | 229             |
| 4   | Bergseweg (nl)      | 2 200        | 3,4 %         | 213,3           |
| 5   | Sibbergrubbe (nl)   | 2 000        | 4,1 %         | 201,6           |
| 6   | Cauberg             | 1 500        | 7 %           | 197,2           |
| 7   | Geulhemmerberg      | 1 000        | 5,8 %         | 191,8           |
| 8   | Wolfsberg (nl)      | 500          | 5,8 %         | 173,2           |
| 9   | Loorberg (nl)       | 1 600        | 5,1 %         | 170,1           |
| 10  | Schweiberg (nl)     | 3 000        | 3,7 %         | 158,8           |
| 11  | Camerig (nl)        | 3 600        | 7 %           | 152,4           |
| 12  | Vaalserberg         | 2 600        | 4,2 %         | 141,9           |
| 13  | Gemmenicherweg (nl) | 2 000        | 5,4 %         | 137,4           |
| 14  | Vijlenerbos (nl)    | 1 800        | 5,1 %         | 133,6           |
| 15  | Eperheide (nl)      | 2 300        | 4,5 %         | 124,9           |
| 16  | Gulperberg (nl)     | 1 100        | 5,2 %         | 116,3           |
| 17  | Plettenberg (nl)    | 1 200        | 3,7 %         | 112,8           |
| 18  | Eyserweg (nl)       | 2 100        | 4,4 %         | 110,7           |
| 19  | Huls (nl)           | 900          | 8,3 %         | 106,2           |
| 20  | Vrakelberg (nl)     | 600          | 7,7 %         | 100,9           |
| 21  | Sibbergrubbe (nl)   | 2 000        | 4,1 %         | 93,2            |
| 22  | Cauberg             | 1 500        | 7 %           | 88,8            |
| 23  | Geulhemmerberg      | 1 000        | 5,8 %         | 84,2            |
| 24  | Bemelerberg (nl)    | 1 200        | 4 %           | 71,5            |
| 25  | Loorberg (nl)       | 1 600        | 5,1 %         | 56,2            |
| 26  | Gulperberg (nl)     | 600          | 9,8 %         | 46,7            |
| 27  | Kruisberg           | 800          | 8,4 %         | 41,3            |
| 28  | Eyserbosweg         | 1 100        | 7,9 %         | 39,4            |
| 29  | Fromberg (nl)       | 1 200        | 4,8 %         | 35,6            |
| 30  | Keutenberg          | 1 700        | 6,1 %         | 31,1            |
| 31  | Cauberg             | 1 500        | 7 %           | 21,1            |
| 32  | Geulhemmerberg      | 1 000        | 5,8 %         | 18,5            |
| 33  | Bemelerberg (nl)    | 1 200        | 4 %           | 7,8             |
| 34  | Cauberg             | 1 500        | 7 %           | 2,6             |

- - Début du parcours
  - Debut du premier tour de circuit
  - Fin du premier tour de circuit
  - Deuxième tour de circuit
  - Troisième tour de circuit

Note:Valkenburg est le nom Néerlandais de Fauquemont. Les ascensions réalisées à plusieurs reprises ne sont indiquées qu'une seule fois

### Équipes
En tant qu'épreuve World Tour, les dix-huit WorldTeams participent à la course. De plus l'organisateur a invité sept autres équipes.
Vingt-cinq équipes participent à cette Amstel Gold Race - dix-huit WorldTeams et sept équipes continentales professionnelles :
| UCI WorldTeams   | UCI WorldTeams | UCI WorldTeams |
| Nom de l'équipe  | Pays           | Code           |
| ---------------- | -------------- | -------------- |
| AG2R La Mondiale | France         | ALM            |
| Astana           | Kazakhstan     | AST            |
| BMC Racing       | États-Unis     | BMC            |
| Cannondale       | États-Unis     | CPT            |
| Dimension Data   | Afrique du Sud | DDD            |
| Etixx-Quick Step | Belgique       | EQS            |
| FDJ              | France         | FDJ            |
| Giant-Alpecin    | Allemagne      | TGA            |
| IAM              | Suisse         | IAM            |
| Katusha          | Russie         | KAT            |
| Lampre-Merida    | Italie         | LAM            |
| Lotto NL-Jumbo   | Pays-Bas       | TLJ            |
| Lotto-Soudal     | Belgique       | LTS            |
| Movistar         | Espagne        | MOV            |
| Orica-GreenEDGE  | Australie      | OGE            |
| Sky              | Royaume-Uni    | SKY            |
| Tinkoff          | Russie         | TNK            |
| Trek-Segafredo   | États-Unis     | TFS            |

| Équipes continentales professionnelles | Équipes continentales professionnelles | Équipes continentales professionnelles |
| Nom de l'équipe                        | Pays                                   | Code                                   |
| -------------------------------------- | -------------------------------------- | -------------------------------------- |
| Bardiani CSF                           | Italie                                 | BAR                                    |
| CCC Sprandi Polkowice                  | Pologne                                | CCC                                    |
| Direct Énergie                         | France                                 | DEN                                    |
| Nippo-Vini Fantini                     | Italie                                 | NIP                                    |
| Roompot-Oranje Peloton                 | Pays-Bas                               | ROP                                    |
| Topsport Vlaanderen-Baloise            | Belgique                               | TSV                                    |
| Wanty-Groupe Gobert                    | Belgique                               | WGG                                    |

### Favoris

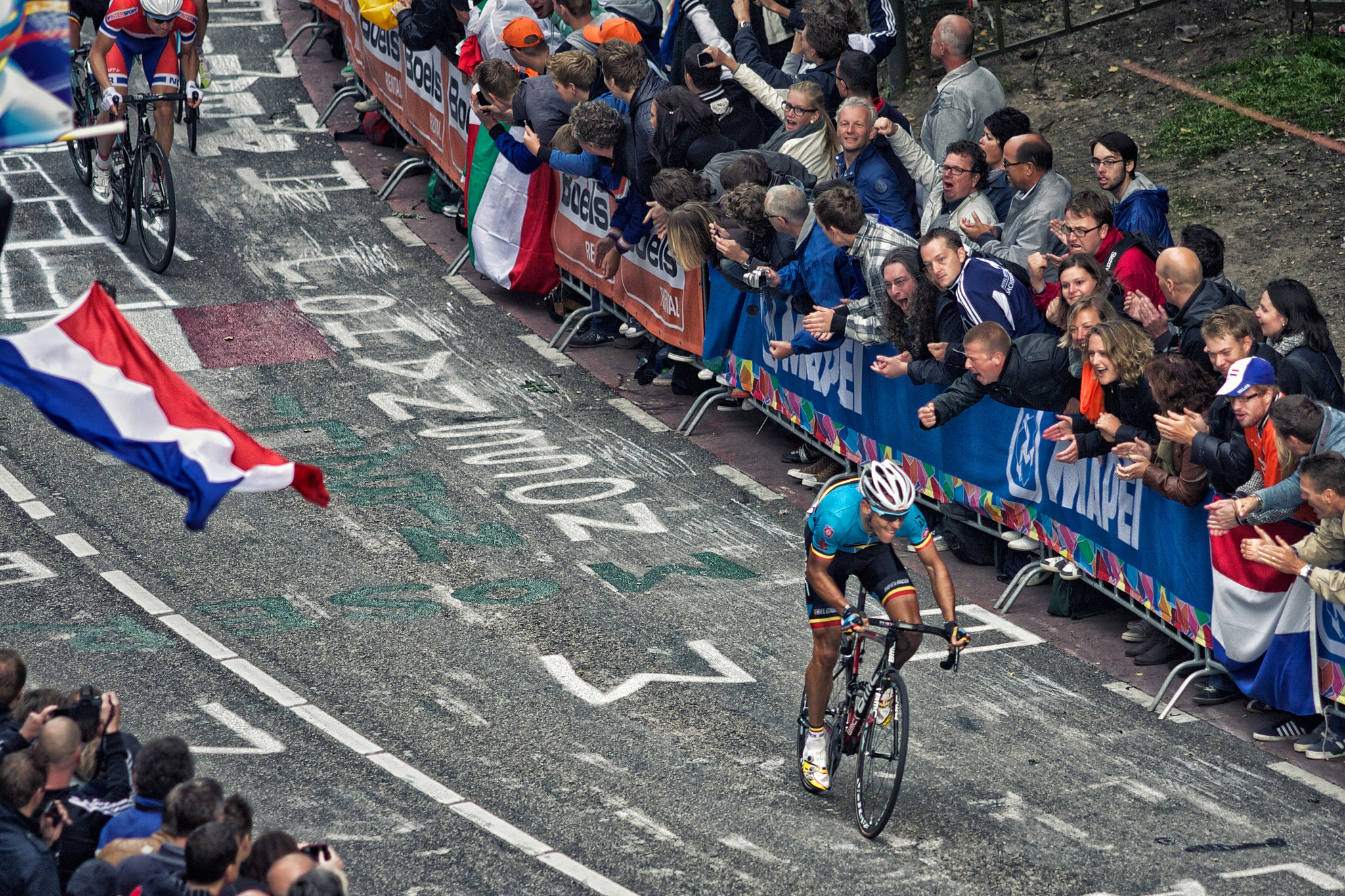
Le Belge Philippe Gilbert (BMC Racing) attaquant sur le Cauberg lors du final des mondiaux 2012.

Le tenant du titre est le Polonais Michał Kwiatkowski (Sky) a remporté cette course en réglant au sprint un groupe de 17 coureurs. Il bénéficie d'une bonne forme, après avoir remporté le Grand Prix E3 quelques semaines auparavant. Il est capable d'attaquer lors de la montée finale, mais aussi de gagner au sprint.
Le Belge Philippe Gilbert (BMC Racing), vainqueur en 2014, a remporté la course un total de trois fois, ainsi que le titre mondial en 2012, dont l'arrivée incluait également le Cauberg. Il a remporté l'édition 2014 en s'échappant dans la montée et, avec l'aide d'un vent arrière, il a résisté jusqu'à l'arrivée. Le Belge a cependant été impliqué dans une altercation avec un automobiliste dans lequel un de ses doigts a été cassé. Il a raté la Flèche Brabançonne pour se faire poser une broche métallique, et il est difficile de savoir s'il sera en mesure de jouer un rôle majeur dans la course.
L'équipe australienne Orica-GreenEDGE possède deux des grands favoris pour la course : Les Australiens Simon Gerrans et Michael Matthews. Ce dernier a terminé troisième en 2015, alors que Simon Gerrans s'est classé troisième à trois autres occasions. Ils sont considérés comme les « co-leaders » par leur équipe, mais lors des championnats du monde 2015, ils ont sprinté l'un contre l'autre, en dépit d'être dans la même équipe. Simon Gerrans en particulier, est en bonne forme, après ses performances lors du Tour du Pays Basque, alors que Michael Matthews a déclaré que l'Amstel Gold Race est l'un des principaux objectifs de sa saison.
Le dernier coureur vainqueur de la course à l'issue d'une échappée est le Tchéque Roman Kreuziger (Tinkoff) en 2013, mais il n'a pas obtenu de bons résultats sur cette course depuis. Les autres favoris sont le Français Julian Alaphilippe et un autre Tchèque Petr Vakoč (Etixx-Quick Step), les Italiens Fabio Felline (Trek-Segafredo) et Enrico Gasparotto (Wanty-Groupe Gobert), le Norvégien Edvald Boasson Hagen (Dimension Data), l'Allemand Simon Geschke (Giant-Alpecin), le Français Tony Gallopin (Lotto-Soudal) et l'Espagnol Daniel Moreno (Movistar),.

## Récit de la course
Dans la section neutre avant le début officiel de la course, l'Italien Fabio Felline (Trek-Segafredo) chute lourdement, alors qu'il essaye de régler son capteur à l'avant de son vélo. Sa roue se bloque et la moto s'arrête brusquement. Le coureur est propulsé au-dessus du guidon et son visage heurte violemment le sol en premier. Son nez est cassé et il subit une fracture à la base de son crâne. Les blessures l'obligent à abandonner la course et le reste des classiques ardennaises,.
Lorsque la course est lancée, il faut attendre 35 km pour qu'une échappée se forme. Onze coureurs s'échappent et, au cours des 15 km suivants, ils obtiennent une avance de quatre minutes. Les coureurs de l'échappée sont les Italiens Matteo Montaguti (AG2R La Mondiale), Matteo Bono (Lampre-Merida) et Giacomo Berlato (Nippo-Vini Fantini), les Belges Laurens De Vreese (Astana) et Tom Devriendt (Wanty-Groupe Gobert), les Américains Alex Howes (Cannondale) et Lawrence Warbasse (IAM), les Français Fabien Grellier (Direct Énergie) et Kévin Réza (FDJ), le Tchèque Josef Černý (CCC Sprandi Polkowice) et le Luxembourgeois Laurent Didier (Trek-Segafredo). Leur avance atteint cinq minutes au pied du premier passage du Cauberg. Dans le peloton, les formations britannique Sky et australienne Orica-GreenEDGE mènent la chasse et l'écart est réduit à un peu plus de trois minutes lorsqu'ils franchissent la ligne d'arrivée pour la deuxième fois. La pluie commence à tomber, provoquant la chute de l'Espagnol Joaquim Rodríguez (Katusha),.
À 65 km de l'arrivée, un groupe de quatre coureurs se détache du peloton. Les coureurs sont les Belges Gianni Meersman (Etixx-Quick Step) et Tosh Van der Sande (Lotto-Soudal), l'Italien Niccolò Bonifazio (Trek-Segafredo) et l'Allemand Björn Thurau (Wanty-Groupe Gobert). Ils sont poursuivis sans succès par l'Ukrainien Andriy Grivko (Astana). Le groupe de quatre réduit l'avantage de l'échappée à une minute et 30 secondes. Dans le Gulperberg (nl), Laurent Didier et Kévin Réza sont lâchés de l'échappée, qui a une avance de deux minutes sur le peloton. Le Suisse Michael Albasini (Orica-GreenEDGE) attaque dans le groupe principal, mais est pris en chasse par l'équipe Sky. Le groupe de poursuivants de quatre coureurs est rejoint par le peloton avant le sommet du Keutenberg. Alors qu'il reste encore 25 km, le Belge Philippe Gilbert (BMC Racing) et le Norvégien Edvald Boasson Hagen (Dimension Data) sont distancés,.
Sur l'avant-dernière montée du Cauberg, l'échappée est réduite à cinq coureurs, avec une quinzaine de secondes d'avance. Le Luxembourgeois Bob Jungels (Etixx-Quick Step) et l'Italien Enrico Battaglin (Lotto NL-Jumbo) attaquent au sein du peloton, tandis que le Polonais Michał Kwiatkowski (Sky), le tenant du titre est lâché. La formation Orica-GreenEDGE continue d'emmener le peloton avec Michael Albasini et l'Australien Mathew Hayman, vainqueur de Paris-Roubaix la semaine précédente. L'échappée est reprise à 14 km de l'arrivée. Le Tchèque Roman Kreuziger (Tinkoff) attaque alors qu'il ne reste que 8 km. Il est immédiatement contré par le Belge Tim Wellens (Lotto-Soudal), qui obtient quinze secondes d'avance au bas de la montée finale du Cauberg.
Alors que Tim Wellens est rejoint sur le Cauberg, l'Italien Enrico Gasparotto (Wanty-Groupe Gobert) lance une attaque. Il est suivi par le Danois Michael Valgren (Tinkoff) en haut de la montée. En dépit d'une brève attaque du Belge Jelle Vanendert (Lotto-Soudal), personne dans le peloton ne fait l'effort pour attraper le duo de tête. Michael Valgren prend un long relais à l'avant de la course, avec Enrico Gasparotto dans sa roue. Sur la ligne d'arrivée, l'Italien s'impose facilement pour s'adjuger sa deuxième victoire sur la course après 2012. L'Italien Sonny Colbrelli (Bardiani CSF) remporte le sprint regroupant 28 coureurs pour la troisième place à quatre secondes du duo.

## Réactions
La course est la première victoire de l'Italien Enrico Gasparotto (Wanty-Groupe Gobert) depuis son premier triomphe sur l'Amstel Gold Race en 2012. Il franchit la ligne d'arrivée en pointant ses doigts vers le ciel pour faire référence à son ancien coéquipier le Belge Antoine Demoitié, mort après un accident sur Gand-Wevelgem deux semaines auparavant. Cycling Weekly décrit sa victoire comme « émotionnelle ». Enrico Gasparotto ne s'était pas rendu à l'enterrement de son coéquipier, car il se trouvait en stage d'entrainement sur le mont Teide à Tenerife. Encouragé par la veuve d'Antoine Demoitié la veille de la course, il raconte qu'il avait senti une « très grande responsabilité » et qu'il n'a pas voulu laisser tomber ses coéquipiers. L'Italien reconnait également qu'il doit sa victoire à la présence du Danois Michael Valgren (Tinkoff) avec lui, car celui-ci l'a aidé à résister au retour du groupe, malgré le vent de face.
Michael Valgren, quant à lui, déclare que sa deuxième place est un « gros résultat » pour lui. Il était déterminé à conserver une avance sur le groupe de poursuivants, Enrico Gasparotto est resté derrière lui pour le dépasser facilement à l'arrivée quand Michael Valgren était fatigué. Néanmoins, le Danois déclare qu'il est satisfait de sa performance et qu'il espère revenir et gagner la course à l'avenir. Cyclingnews.com décrit le résultat comme « un grand pas en avant » pour lui. L'Italien Sonny Colbrelli (Bardiani CSF), cependant, avoue avoir des « sentiments mitigés » au sujet de sa troisième place. Il note que le calibre des coureurs qui ont terminé derrière lui démontrent qu'il a réalisé "une grande course", mais aussi qu'il a « attendu trop longtemps » pour essayer de rentrer sur le duo de tête.
Le Polonais Michał Kwiatkowski (Sky) dit après la course que le temps avait été un facteur dans sa performance décevante, il écrit : « J'ai fait de mon mieux, mais la grêle avec la pluie ont gelé mes mains, pieds, jambes, le dos et, enfin, mes pensées et mes ambitions. » Son directeur sportif de l'équipe, le Norvégien Kurt Asle Arvesen, estime qu'« il n'a pas eu de bonnes jambes » et que les deux coureurs de la formation Sky présents dans le groupe à la fin de la course, le Colombien Sergio Henao et le Norvégien Lars Petter Nordhaug, n'ont pas été capable d'attaquer sur le Cauberg et n'ont pas été assez forts pour rivaliser avec les sprinteurs à l'arrivée.

## Classements

### Classement final
| Classement final | Classement final   | Classement final | Classement final    | Classement final  |
|                  | Coureur            | Pays             | Équipe              | Temps             |
| ---------------- | ------------------ | ---------------- | ------------------- | ----------------- |
| 1er              | Enrico Gasparotto  | Italie           | Wanty-Groupe Gobert | en 6 h 18 min 2 s |
| 2e               | Michael Valgren    | Danemark         | Tinkoff             | + 0 s             |
| 3e               | Sonny Colbrelli    | Italie           | Bardiani CSF        | + 4 s             |
| 4e               | Bryan Coquard      | France           | Direct Énergie      | + 4 s             |
| 5e               | Michael Matthews   | Australie        | Orica-GreenEDGE     | + 4 s             |
| 6e               | Julian Alaphilippe | France           | Etixx-Quick Step    | + 4 s             |
| 7e               | Diego Ulissi       | Italie           | Lampre-Merida       | + 4 s             |
| 8e               | Giovanni Visconti  | Italie           | Movistar            | + 4 s             |
| 9e               | Loïc Vliegen       | Belgique         | BMC Racing          | + 4 s             |
| 10e              | Tim Wellens        | Belgique         | Lotto-Soudal        | + 4 s             |
| modifier         |                    |                  |                     |                   |

### UCI World Tour
Cette Amstel Gold Race attribue des points pour l'UCI World Tour 2016, par équipes uniquement aux équipes ayant un label WorldTeam, individuellement uniquement aux coureurs des équipes ayant un label WorldTeam.
| Position           | 1er | 2e | 3e | 4e | 5e | 6e | 7e | 8e | 9e | 10e |
| Classement général | 80  | 60 | 50 | 40 | 30 | 22 | 14 | 10 | 6  | 2   |

Ainsi Michael Valgren (2e) remporte 60 points, Michael Matthews (5e) 30 pts, Julian Alaphilippe (6e) 22 pts, Diego Ulissi (7e) 14 pts, Giovanni Visconti (8e) 10 pts, Loïc Vliegen (9e) 6 pts et Tim Wellens (10e) 2 pts. De plus Enrico Gasparotto (1er), Sonny Colbrelli (3e) et Bryan Coquard (4e) ne remportent pas de points car ils ne font pas partie d'équipes WorldTeams.

#### Classement individuel
Ci-dessous, le classement individuel de l'UCI World Tour à l'issue de la course,.
| Rang | Coureur           | Équipe         | Points |
| ---- | ----------------- | -------------- | ------ |
| 1    | Peter Sagan       | Tinkoff        | 329    |
| 2    | Alberto Contador  | Tinkoff        | 280    |
| 3    | Richie Porte      | BMC Racing     | 222    |
| 4    | Sergio Henao      | Sky            | 204    |
| 5    | Sep Vanmarcke     | Lotto NL-Jumbo | 201    |
| 6    | Nairo Quintana    | Movistar       | 178    |
| 7    | Fabian Cancellara | Trek-Segafredo | 166    |
| 8    | Greg Van Avermaet | BMC Racing     | 162    |
| 9    | Arnaud Démare     | FDJ            | 137    |
| 10   | Ian Stannard      | Sky            | 120    |

#### Classement par pays
Ci-dessous, le classement par pays de l'UCI World Tour à l'issue de la course ainsi que le classement actualisé à la suite de l'annulation des résultats du Britannique Simon Yates (Orica-GreenEDGE) sur Paris-Nice.
| Rang | Pays        | Points |
| ---- | ----------- | ------ |
| 1    | Australie   | 579    |
| 2    | Belgique    | 557    |
| 3    | Espagne     | 470    |
| 4    | Colombie    | 416    |
| 5    | Royaume-Uni | 397    |
| 6    | France      | 343    |
| 7    | Slovaquie   | 329    |
| 8    | Suisse      | 238    |
| 9    | Norvège     | 158    |
| 10   | Russie      | 155    |

| Rang | Pays        | Points |
| ---- | ----------- | ------ |
| 1    | Australie   | 579    |
| 2    | Belgique    | 557    |
| 3    | Espagne     | 470    |
| 4    | Colombie    | 416    |
| 5    | Royaume-Uni | 386    |
| 6    | France      | 343    |
| 7    | Slovaquie   | 329    |
| 8    | Suisse      | 238    |
| 9    | Norvège     | 158    |
| 10   | Russie      | 155    |

#### Classement par équipes
Ci-dessous, le classement par équipes de l'UCI World Tour à l'issue de la course ainsi que le classement actualisé à la suite de l'annulation des résultats du Britannique Simon Yates (Orica-GreenEDGE) sur Paris-Nice.
| Rang | Équipe           | Points |
| ---- | ---------------- | ------ |
| 1    | Tinkoff          | 741    |
| 2    | Sky              | 622    |
| 3    | BMC Racing       | 490    |
| 4    | FDJ              | 323    |
| 5    | Katusha          | 323    |
| 6    | Movistar         | 320    |
| 7    | Orica-GreenEDGE  | 313    |
| 8    | Etixx-Quick Step | 311    |
| 9    | Trek-Segafredo   | 214    |
| 10   | Lotto NL-Jumbo   | 213    |

| Rang | Équipe           | Points |
| ---- | ---------------- | ------ |
| 1    | Tinkoff          | 741    |
| 2    | Sky              | 622    |
| 3    | BMC Racing       | 490    |
| 4    | FDJ              | 323    |
| 5    | Katusha          | 323    |
| 6    | Movistar         | 320    |
| 7    | Etixx-Quick Step | 311    |
| 8    | Orica-GreenEDGE  | 286    |
| 9    | Trek-Segafredo   | 214    |
| 10   | Lotto NL-Jumbo   | 213    |

## Liste des participants
- Liste de départ complète

| Légende | Légende                                                                    | Légende | Légende                                                    |
| ------- | -------------------------------------------------------------------------- | ------- | ---------------------------------------------------------- |
| Num     | Dossard de départ porté par le coureur sur cette Amstel Gold Race          | Pos     | Position à l'arrivée de la course                          |
|         | Indique un maillot de champion national ou mondial, suivi de sa spécialité | NP      | Indique un coureur qui n'a pas pris le départ de la course |
| AB      | Indique un coureur qui n'a pas terminé la course                           | HD      | Indique un coureur qui a terminé la course hors des délais |

| Sky SKY               | Sky SKY                    | Sky SKY |
| --------------------- | -------------------------- | ------- |
| Num                   | Coureur                    | Pos     |
| 1                     | Michał Kwiatkowski (POL)   | AB      |
| 2                     | Sergio Henao (COL)         | 28e     |
| 3                     | Sebastián Henao (COL)      | 52e     |
| 4                     | Michał Gołaś (POL)         | 78e     |
| 5                     | Lars Petter Nordhaug (NOR) | 29e     |
| 6                     | Wout Poels (NED)           | 41e     |
| 7                     | Ben Swift (GBR)            | AB      |
| 8                     | Danny van Poppel (NED)     | AB      |
| Directeur sportif : ? |                            |         |

| Etixx-Quick Step EQS  | Etixx-Quick Step EQS      | Etixx-Quick Step EQS |
| --------------------- | ------------------------- | -------------------- |
| Num                   | Coureur                   | Pos                  |
| 11                    | Julian Alaphilippe (FRA)  | 6e                   |
| 12                    | Tony Martin (GER)         | AB                   |
| 13                    | Matteo Trentin (ITA)      | 58e                  |
| 14                    | Bob Jungels (LUX) (Route) | 43e                  |
| 15                    | Gianni Meersman (BEL)     | 88e                  |
| 16                    | Pieter Serry (BEL)        | 53e                  |
| 17                    | Petr Vakoč (CZE) (Route)  | 31e                  |
| 18                    | Julien Vermote (BEL)      | AB                   |
| Directeur sportif : ? |                           |                      |

| Movistar MOV          | Movistar MOV                  | Movistar MOV |
| --------------------- | ----------------------------- | ------------ |
| Num                   | Coureur                       | Pos          |
| 21                    | Imanol Erviti (ESP)           | 114e         |
| 22                    | Rubén Fernández Andújar (ESP) | AB           |
| 23                    | Giovanni Visconti (ITA)       | 8e           |
| 24                    | Gorka Izagirre (ESP)          | 74e          |
| 25                    | Ion Izagirre (ESP)            | 24e          |
| 26                    | Juan José Lobato (ESP)        | 111e         |
| 27                    | Daniel Moreno (ESP)           | 20e          |
| 28                    | Rory Sutherland (AUS)         | AB           |
| Directeur sportif : ? |                               |              |

| Orica-GreenEDGE OGE   | Orica-GreenEDGE OGE           | Orica-GreenEDGE OGE |
| --------------------- | ----------------------------- | ------------------- |
| Num                   | Coureur                       | Pos                 |
| 31                    | Michael Matthews (AUS)        | 5e                  |
| 32                    | Simon Gerrans (AUS)           | 11e                 |
| 33                    | Mathew Hayman (AUS)           | 84e                 |
| 34                    | Daryl Impey (RSA)             | 39e                 |
| 35                    | Luke Durbridge (AUS)          | AB                  |
| 36                    | Christopher Juul Jensen (DEN) | 93e                 |
| 37                    | Michael Albasini (SUI)        | 57e                 |
| 38                    | Adam Yates (GBR)              | AB                  |
| Directeur sportif : ? |                               |                     |

| Giant-Alpecin TGA     | Giant-Alpecin TGA         | Giant-Alpecin TGA |
| --------------------- | ------------------------- | ----------------- |
| Num                   | Coureur                   | Pos               |
| 41                    | Tom Dumoulin (NED)        | 91e               |
| 42                    | Roy Curvers (NED)         | 102e              |
| 43                    | Warren Barguil (FRA)      | 15e               |
| 44                    | Johannes Fröhlinger (GER) | AB                |
| 45                    | Simon Geschke (GER)       | 42e               |
| 46                    | Chad Haga (USA)           | 118e              |
| 47                    | Fredrik Ludvigsson (SWE)  | AB                |
| 48                    | Georg Preidler (AUT)      | 38e               |
| Directeur sportif : ? |                           |                   |

| Lotto-Soudal LTS      | Lotto-Soudal LTS         | Lotto-Soudal LTS |
| --------------------- | ------------------------ | ---------------- |
| Num                   | Coureur                  | Pos              |
| 51                    | Jelle Vanendert (BEL)    | 26e              |
| 52                    | Tony Gallopin (FRA)      | 25e              |
| 53                    | Tosh Van der Sande (BEL) | 92e              |
| 54                    | Pim Ligthart (NED)       | AB               |
| 55                    | Jürgen Roelandts (BEL)   | 96e              |
| 56                    | Marcel Sieberg (GER)     | AB               |
| 57                    | Tiesj Benoot (BEL)       | AB               |
| 58                    | Tim Wellens (BEL)        | 10e              |
| Directeur sportif : ? |                          |                  |

| BMC Racing BMC        | BMC Racing BMC             | BMC Racing BMC |
| --------------------- | -------------------------- | -------------- |
| Num                   | Coureur                    | Pos            |
| 61                    | Philippe Gilbert (BEL)     | 81e            |
| 62                    | Alessandro De Marchi (ITA) | 117e           |
| 63                    | Silvan Dillier (SUI)       | 86e            |
| 64                    | Marcus Burghardt (GER)     | 72e            |
| 65                    | Ben Hermans (BEL)          | 34e            |
| 66                    | Samuel Sánchez (ESP)       | 27e            |
| 67                    | Dylan Teuns (BEL)          | 18e            |
| 68                    | Loïc Vliegen (BEL)         | 9e             |
| Directeur sportif : ? |                            |                |

| Lotto NL-Jumbo TLJ    | Lotto NL-Jumbo TLJ       | Lotto NL-Jumbo TLJ |
| --------------------- | ------------------------ | ------------------ |
| Num                   | Coureur                  | Pos                |
| 71                    | Sep Vanmarcke (BEL)      | 49e                |
| 72                    | Robert Gesink (NED)      | 23e                |
| 73                    | Mike Teunissen (NED)     | AB                 |
| 74                    | Bert-Jan Lindeman (NED)  | 59e                |
| 75                    | Paul Martens (GER)       | 77e                |
| 76                    | Maarten Tjallingii (NED) | AB                 |
| 77                    | Enrico Battaglin (ITA)   | 54e                |
| 78                    | Wilco Kelderman (NED)    | 30e                |
| Directeur sportif : ? |                          |                    |

| Lampre-Merida LAM     | Lampre-Merida LAM       | Lampre-Merida LAM |
| --------------------- | ----------------------- | ----------------- |
| Num                   | Coureur                 | Pos               |
| 81                    | Rui Costa (POR) (Route) | 17e               |
| 82                    | Mário Costa (POR)       | 64e               |
| 83                    | Matteo Bono (ITA)       | 75e               |
| 84                    | Valerio Conti (ITA)     | 109e              |
| 85                    | Matej Mohorič (SLO)     | 99e               |
| 86                    | Manuele Mori (ITA)      | 40e               |
| 87                    | Jan Polanc (SLO)        | 68e               |
| 88                    | Diego Ulissi (ITA)      | 7e                |
| Directeur sportif : ? |                         |                   |

| Tinkoff TNK           | Tinkoff TNK                 | Tinkoff TNK |
| --------------------- | --------------------------- | ----------- |
| Num                   | Coureur                     | Pos         |
| 91                    | Roman Kreuziger (CZE)       | 12e         |
| 92                    | Jesper Hansen (DEN)         | 112e        |
| 93                    | Robert Kišerlovski (CRO)    | 69e         |
| 94                    | Pavel Brutt (RUS)           | 116e        |
| 95                    | Jay McCarthy (AUS)          | AB          |
| 96                    | Evgueni Petrov (RUS)        | AB          |
| 97                    | Yury Trofimov (RUS) (Route) | AB          |
| 98                    | Michael Valgren (DEN)       | 2e          |
| Directeur sportif : ? |                             |             |

| Trek-Segafredo TFS    | Trek-Segafredo TFS      | Trek-Segafredo TFS |
| --------------------- | ----------------------- | ------------------ |
| Num                   | Coureur                 | Pos                |
| 101                   | Bauke Mollema (NED)     | 14e                |
| 102                   | Fumiyuki Beppu (JPN)    | AB                 |
| 103                   | Laurent Didier (LUX)    | AB                 |
| 104                   | Fabio Felline (ITA)     | AB                 |
| 105                   | Ryder Hesjedal (CAN)    | AB                 |
| 106                   | Niccolò Bonifazio (ITA) | AB                 |
| 107                   | Kiel Reijnen (USA)      | AB                 |
| 108                   | Fränk Schleck (LUX)     | AB                 |
| Directeur sportif : ? |                         |                    |

| Astana AST            | Astana AST              | Astana AST |
| --------------------- | ----------------------- | ---------- |
| Num                   | Coureur                 | Pos        |
| 111                   | Lars Boom (NED)         | AB         |
| 112                   | Laurens De Vreese (BEL) | 48e        |
| 113                   | Andriy Grivko (UKR)     | 51e        |
| 114                   | Alexey Lutsenko (KAZ)   | 55e        |
| 115                   | Fabio Aru (ITA)         | AB         |
| 116                   | Luis León Sánchez (ESP) | 45e        |
| 117                   | Dario Cataldo (ITA)     | AB         |
| 118                   | Diego Rosa (ITA)        | 22e        |
| Directeur sportif : ? |                         |            |

| Katusha KAT           | Katusha KAT                 | Katusha KAT |
| --------------------- | --------------------------- | ----------- |
| Num                   | Coureur                     | Pos         |
| 121                   | Joaquim Rodríguez (ESP)     | AB          |
| 122                   | Sergey Chernetskiy (RUS)    | 82e         |
| 123                   | Alberto Losada (ESP)        | 70e         |
| 124                   | Jurgen Van den Broeck (BEL) | 90e         |
| 125                   | Tiago Machado (POR)         | 85e         |
| 126                   | Sven Erik Bystrøm (NOR)     | 101e        |
| 127                   | Alexey Tsatevitch (RUS)     | 65e         |
| 128                   | Ángel Vicioso (ESP)         | 97e         |
| Directeur sportif : ? |                             |             |

| AG2R La Mondiale ALM  | AG2R La Mondiale ALM    | AG2R La Mondiale ALM |
| --------------------- | ----------------------- | -------------------- |
| Num                   | Coureur                 | Pos                  |
| 131                   | Jan Bakelants (BEL)     | 13e                  |
| 132                   | Mikaël Cherel (FRA)     | AB                   |
| 133                   | Ben Gastauer (LUX)      | 87e                  |
| 134                   | Cyril Gautier (FRA)     | 50e                  |
| 135                   | Alexis Gougeard (FRA)   | AB                   |
| 136                   | Matteo Montaguti (ITA)  | 73e                  |
| 137                   | Christophe Riblon (FRA) | AB                   |
| 138                   | Alexis Vuillermoz (FRA) | AB                   |
| Directeur sportif : ? |                         |                      |

| FDJ                   | FDJ                        | FDJ |
| --------------------- | -------------------------- | --- |
| Num                   | Coureur                    | Pos |
| 141                   | Arthur Vichot (FRA)        | 19e |
| 142                   | Odd Christian Eiking (NOR) | AB  |
| 143                   | Murilo Fischer (BRA)       | AB  |
| 144                   | Jérémy Roy (FRA)           | AB  |
| 145                   | Kévin Réza (FRA)           | AB  |
| 146                   | Anthony Roux (FRA)         | 79e |
| 147                   | Benoît Vaugrenard (FRA)    | 94e |
| 148                   | William Bonnet (FRA)       | AB  |
| Directeur sportif : ? |                            |     |

| IAM                   | IAM                        | IAM |
| --------------------- | -------------------------- | --- |
| Num                   | Coureur                    | Pos |
| 151                   | Jérôme Coppel (FRA)        | AB  |
| 152                   | Stef Clement (NED)         | AB  |
| 153                   | Sondre Holst Enger (NOR)   | AB  |
| 154                   | Vegard Stake Laengen (NOR) | 76e |
| 155                   | Oliver Naesen (BEL)        | 35e |
| 156                   | Lawrence Warbasse (USA)    | 44e |
| 157                   | Stefan Denifl (AUT)        | AB  |
| 158                   | David Tanner (AUS)         | 83e |
| Directeur sportif : ? |                            |     |

| Cannondale CPT        | Cannondale CPT          | Cannondale CPT |
| --------------------- | ----------------------- | -------------- |
| Num                   | Coureur                 | Pos            |
| 161                   | Simon Clarke (AUS)      | 47e            |
| 162                   | Alberto Bettiol (ITA)   | 37e            |
| 163                   | Nathan Brown (USA)      | AB             |
| 164                   | Alex Howes (USA)        | 32e            |
| 165                   | Benjamin King (USA)     | 103e           |
| 166                   | Kristjan Koren (SLO)    | 104e           |
| 167                   | Toms Skujiņš (LAT)      | 67e            |
| 168                   | Tom-Jelte Slagter (NED) | 60e            |
| Directeur sportif : ? |                         |                |

| Dimension Data DDD    | Dimension Data DDD                 | Dimension Data DDD |
| --------------------- | ---------------------------------- | ------------------ |
| Num                   | Coureur                            | Pos                |
| 171                   | Edvald Boasson Hagen (NOR) (Route) | 56e                |
| 172                   | Serge Pauwels (BEL)                | 33e                |
| 173                   | Omar Fraile (ESP)                  | AB                 |
| 174                   | Nathan Haas (AUS)                  | AB                 |
| 175                   | Natnael Berhane (ERI) (Route)      | AB                 |
| 176                   | Youcef Reguigui (ALG)              | AB                 |
| 177                   | Kristian Sbaragli (ITA)            | 62e                |
| 178                   | Jacobus Venter (RSA) (Route)       | 61e                |
| Directeur sportif : ? |                                    |                    |

| Topsport Vlaanderen-Baloise TSV | Topsport Vlaanderen-Baloise TSV | Topsport Vlaanderen-Baloise TSV |
| ------------------------------- | ------------------------------- | ------------------------------- |
| Num                             | Coureur                         | Pos                             |
| 181                             | Floris De Tier (BEL)            | 21e                             |
| 182                             | Sander Helven (BEL)             | AB                              |
| 183                             | Eliot Lietaer (BEL)             | AB                              |
| 184                             | Dries Van Gestel (BEL)          | AB                              |
| 185                             | Preben Van Hecke (BEL) (Route)  | 100e                            |
| 186                             | Gijs Van Hoecke (BEL)           | 105e                            |
| 187                             | Otto Vergaerde (BEL)            | 120e                            |
| 188                             | Jens Wallays (BEL)              | AB                              |
| Directeur sportif : ?           |                                 |                                 |

| Roompot-Oranje Peloton ROP | Roompot-Oranje Peloton ROP | Roompot-Oranje Peloton ROP |
| -------------------------- | -------------------------- | -------------------------- |
| Num                        | Coureur                    | Pos                        |
| 191                        | Pieter Weening (NED)       | 46e                        |
| 192                        | Berden de Vries (NED)      | 108e                       |
| 193                        | Huub Duyn (NED)            | 66e                        |
| 194                        | Johnny Hoogerland (NED)    | AB                         |
| 195                        | Michel Kreder (NED)        | 89e                        |
| 196                        | Maurits Lammertink (NED)   | 16e                        |
| 197                        | Antwan Tolhoek (NED)       | 107e                       |
| 198                        | Sjoerd van Ginneken (NED)  | AB                         |
| Directeur sportif : ?      |                            |                            |

| Wanty-Groupe Gobert WGG | Wanty-Groupe Gobert WGG  | Wanty-Groupe Gobert WGG |
| ----------------------- | ------------------------ | ----------------------- |
| Num                     | Coureur                  | Pos                     |
| 201                     | Enrico Gasparotto (ITA)  | 1er                     |
| 202                     | Mark McNally (GBR)       | AB                      |
| 203                     | Tom Devriendt (BEL)      | AB                      |
| 204                     | Kenny Dehaes (BEL)       | AB                      |
| 205                     | Frederik Veuchelen (BEL) | AB                      |
| 206                     | Marco Marcato (ITA)      | AB                      |
| 207                     | Marco Minnaard (NED)     | 119e                    |
| 208                     | Björn Thurau (GER)       | 98e                     |
| Directeur sportif : ?   |                          |                         |

| Direct Énergie DEN    | Direct Énergie DEN     | Direct Énergie DEN |
| --------------------- | ---------------------- | ------------------ |
| Num                   | Coureur                | Pos                |
| 211                   | Thomas Voeckler (FRA)  | AB                 |
| 212                   | Thomas Boudat (FRA)    | AB                 |
| 213                   | Bryan Coquard (FRA)    | 4e                 |
| 214                   | Antoine Duchesne (CAN) | 110e               |
| 215                   | Fabien Grellier (FRA)  | AB                 |
| 216                   | Tony Hurel (FRA)       | AB                 |
| 217                   | Angélo Tulik (FRA)     | 71e                |
| 218                   | Ryan Anderson (CAN)    | AB                 |
| Directeur sportif : ? |                        |                    |

| CCC Sprandi Polkowice CCC | CCC Sprandi Polkowice CCC | CCC Sprandi Polkowice CCC |
| ------------------------- | ------------------------- | ------------------------- |
| Num                       | Coureur                   | Pos                       |
| 221                       | Maciej Paterski (POL)     | 95e                       |
| 222                       | Josef Černý (CZE)         | AB                        |
| 223                       | Adrian Kurek (POL)        | AB                        |
| 224                       | Jarosław Marycz (POL)     | AB                        |
| 225                       | Łukasz Owsian (POL)       | 106e                      |
| 226                       | Leszek Pluciński (POL)    | AB                        |
| 227                       | Simone Ponzi (ITA)        | AB                        |
| 228                       | Davide Rebellin (ITA)     | 80e                       |
| Directeur sportif : ?     |                           |                           |

| Nippo-Vini Fantini NIP | Nippo-Vini Fantini NIP         | Nippo-Vini Fantini NIP |
| ---------------------- | ------------------------------ | ---------------------- |
| Num                    | Coureur                        | Pos                    |
| 231                    | Damiano Cunego (ITA)           | AB                     |
| 232                    | Daniele Colli (ITA)            | 113e                   |
| 233                    | Grega Bole (SLO)               | AB                     |
| 234                    | Pierpaolo De Negri (ITA)       | 115e                   |
| 235                    | Giacomo Berlato (ITA)          | AB                     |
| 236                    | Yūma Koishi (JPN)              | AB                     |
| 237                    | Kazushige Kuboki (JPN) (Route) | AB                     |
| 238                    | Riccardo Stacchiotti (ITA)     | AB                     |
| Directeur sportif : ?  |                                |                        |

| Bardiani CSF BAR      | Bardiani CSF BAR         | Bardiani CSF BAR |
| --------------------- | ------------------------ | ---------------- |
| Num                   | Coureur                  | Pos              |
| 241                   | Sonny Colbrelli (ITA)    | 3e               |
| 242                   | Nicola Boem (ITA)        | AB               |
| 243                   | Giulio Ciccone (ITA)     | 36e              |
| 244                   | Simone Andreetta (ITA)   | AB               |
| 245                   | Lorenzo Rota (ITA)       | 63e              |
| 246                   | Nicola Ruffoni (ITA)     | AB               |
| 247                   | Luca Sterbini (ITA)      | AB               |
| 248                   | Alessandro Tonelli (ITA) | AB               |
| Directeur sportif : ? |                          |                  |